# Heaven 17
Heaven 17 ist eine britische Synthie-Pop-Band.

## Geschichte
Heaven 17 entstand Anfang der 1980er Jahre in Sheffield aus dem Musikproduktionsprojekt British Electric Foundation (B. E. F.), das Ian Craig Marsh und Martyn Ware nach ihrer Trennung von The Human League gegründet hatten. Der Sänger Glenn Gregory, der vorher bereits bei B. E. F. in Erscheinung getreten war, vervollständigte die Formation.
Wie The Human League setzte Heaven 17 als Instrumente vornehmlich Synthesizer und Drumcomputer ein. Die Band hatte ihren ersten Erfolg 1981 mit der Debütsingle (We Don’t Need This) Fascist Groove Thang. Das Stück erregte Aufmerksamkeit, da es schnell zur Hymne linker Gruppierungen und wegen des sehr politischen Textes in England von der BBC boykottiert wurde. Im selben Jahr erschien ihr erstes Album Penthouse and Pavement, aus dem weitere Singles mit mäßigem Erfolg ausgekoppelt wurden.
Ihre größten Erfolge hatte die Band 1983 mit dem Lied Temptation und der Ballade Come Live with Me von der LP The Luxury Gap. Mit den Songs Let Me Go, This Is Mine und Sunset Now, die beiden letzteren vom Album How Men Are (1984), konnten sie noch weitere Cluberfolge verbuchen. Die späteren Produktionen waren von einer stärkeren Orientierung zu herkömmlichen Instrumenten und Anlehnungen an den Phillysound geprägt. Die Kritiker waren dem Trio stets positiv gesinnt, aber schon das folgende Album Pleasure One (1986) verkaufte sich nur noch schleppend.
Nach dem kommerziellen Misserfolg des 1988er Jahre Albums Teddy Bear, Duke & Psycho trennte sich Heaven 17 offiziell. Die Musiker wandten sich anderen Projekten zu. Ian Craig Marsh und Martyn Ware waren unter anderem an den Erfolgen von Tina Turner, Terence Trent D’Arby und Hot Gossip beteiligt, wo sie als Produzenten (B. E. F.) und Songtexter auftraten. Stimmlich waren sie auch bei der Band-Aid-Aufnahme Do They Know It’s Christmas? vertreten. Glenn Gregory hat zusammen mit Martin Fry (ABC) dessen CD Skyscraping produziert und eingespielt. Ebenso verlieh er vielen anderen Projekten seine Stimme, wie z. B. dem Song Don’t Stop the Music von Goldpeople oder einem Duett mit Claudia Brücken (Ex-Propaganda).
1996 fanden sich die drei wieder als Heaven 17 zusammen und nahmen ihr sechstes Studioalbum Bigger Than America auf.
Nach der Veröffentlichung eines weiteren Remixalbums (1998) und zweier Livealben (1999 und 2000) erschien erst wieder im Jahr 2005 ihr nächstes Studioalbum. Zur Tournee 2008 veröffentlichten sie noch eine CD mit Neueinspielungen.
2007 verließ Marsh mit der Begründung, „den Spaß an der Sache verloren zu haben“, die Band.
Im Herbst 2009 ging Heaven 17 im Rahmen der Nokia Night of the Proms Konzerte wieder auf Tour. Im März 2010 gab die Band anlässlich ihres 30-jährigen Bestehens spezielle Konzerte, in denen erstmals das gesamte Debütalbum Penthouse and Pavement aufgeführt wurde. Das Programm wurde im Jahr 2012 mit dem Album The Luxury Gap wiederholt.
Im Januar 2017 fanden sich Martyn Ware und Glenn Gregory in Wares Studio „The House of Illustrious“ zusammen, um ein neues Album aufzunehmen. Teile daraus wurden als „Work in progress“ unter dem Titel Not for Public Broadcast bei Bowers & Wilkins veröffentlicht (Society of Sound 105).

## Trivia
- Der Bandname stammt aus Anthony Burgess’ Buch A Clockwork Orange bzw. der Verfilmung von 1972, in denen eine fiktive Popgruppe gleichen Namens erwähnt wird. In derselben Szene werden auch die Goggly Go-Gos und Johnny Zhivago erwähnt.
- Die deutsche Band Deine Lakaien veröffentlichte mit einer Version von (We Don’t Need This) Fascist Groove Thang ihr erstes und bisher einziges Cover.
- Der Song Temptation wurde von der britischen Dark-Metal-Band Cradle of Filth interpretiert und auf dem Album Thornography und als Single veröffentlicht.
- Die Frauenstimme im Song Temptation wurde von der britischen Sängerin Carol Kenyon gesungen.

## Diskografie
Studioalben

| Jahr | Titel                             | Höchstplatzierung, Gesamtwochen, AuszeichnungChartplatzierungen (Jahr, Titel, Platzierungen, Wochen, Auszeichnungen, Anmerkungen) | Höchstplatzierung, Gesamtwochen, AuszeichnungChartplatzierungen (Jahr, Titel, Platzierungen, Wochen, Auszeichnungen, Anmerkungen) | Höchstplatzierung, Gesamtwochen, AuszeichnungChartplatzierungen (Jahr, Titel, Platzierungen, Wochen, Auszeichnungen, Anmerkungen) | Höchstplatzierung, Gesamtwochen, AuszeichnungChartplatzierungen (Jahr, Titel, Platzierungen, Wochen, Auszeichnungen, Anmerkungen) | Anmerkungen                                                                                    |
| Jahr | Titel                             | DE | UK | US | Dance | Anmerkungen                                                                                    |
| ---- | --------------------------------- | --- | --- | --- | --- | ---------------------------------------------------------------------------------------------- |
| 1981 | Penthouse and Pavement            | — | UK14 Gold · (77 Wo.)UK | — | — | Erstveröffentlichung: 18. September 1981 Produzenten: British Electric Foundation, Peter Walsh |
| 1983 | The Luxury Gap                    | DE7 (23 Wo.)DE | UK4 Platin · (36 Wo.)UK | US72 (13 Wo.)US | — | Erstveröffentlichung: 29. April 1982 Produzenten: British Electric Foundation, Greg Walsh      |
| 1984 | How Men Are                       | DE31 (6 Wo.)DE | UK12 Silber · (11 Wo.)UK | — | — | Erstveröffentlichung: 24. September 1984 Produzenten: British Electric Foundation, Greg Walsh  |
| 1986 | Pleasure One                      | — | UK78 (1 Wo.)UK | US177 (3 Wo.)US | — | Erstveröffentlichung: 17. November 1986 Produzenten: Heaven 17                                 |
| 1988 | Teddy Bear, Duke & Psycho         | DE46 (3 Wo.)DE | — | — | — | Erstveröffentlichung: 19. September 1988 Produzenten: Heaven 17                                |
| 1996 | Bigger Than America               | — | — | — | — | Erstveröffentlichung: 20. September 1996                                                       |
| 2005 | Before After                      | — | — | — | — | Erstveröffentlichung: 6. September 2005                                                        |
| 2008 | Naked as Advertised – Versions 08 | — | — | — | — | Erstveröffentlichung: 2008 mehrere Neuaufnahmen plus zwei neue Titel                           |
| 2017 | Not For Public Broadcast          | — | — | — | — | Erstveröffentlichung: 17. Februar 2017                                                         |

grau schraffiert: keine Chartdaten aus diesem Jahr verfügbar